# Национално знаме на Сиера Леоне
Националното знаме на Сиера Леоне е прието на 27 април 1961 г. и представлява правоъгълно платнище с три хоризонтални еднакви цветни полета – зелено, бяло и синьо в този ред от горе надолу. То има отношение ширина към дължина 2:3.
Зеленият цвят в знамето символизира природата, горите и селското стопанство на страната, белият – единството и законността, а синият – надеждата за мир.

## Знаме през годините
- (1792 – 1801)
- (1801 – 1889)
- (1889 – 1914)
- (1916 – 1961)